# Trolejbusy w Lyonie

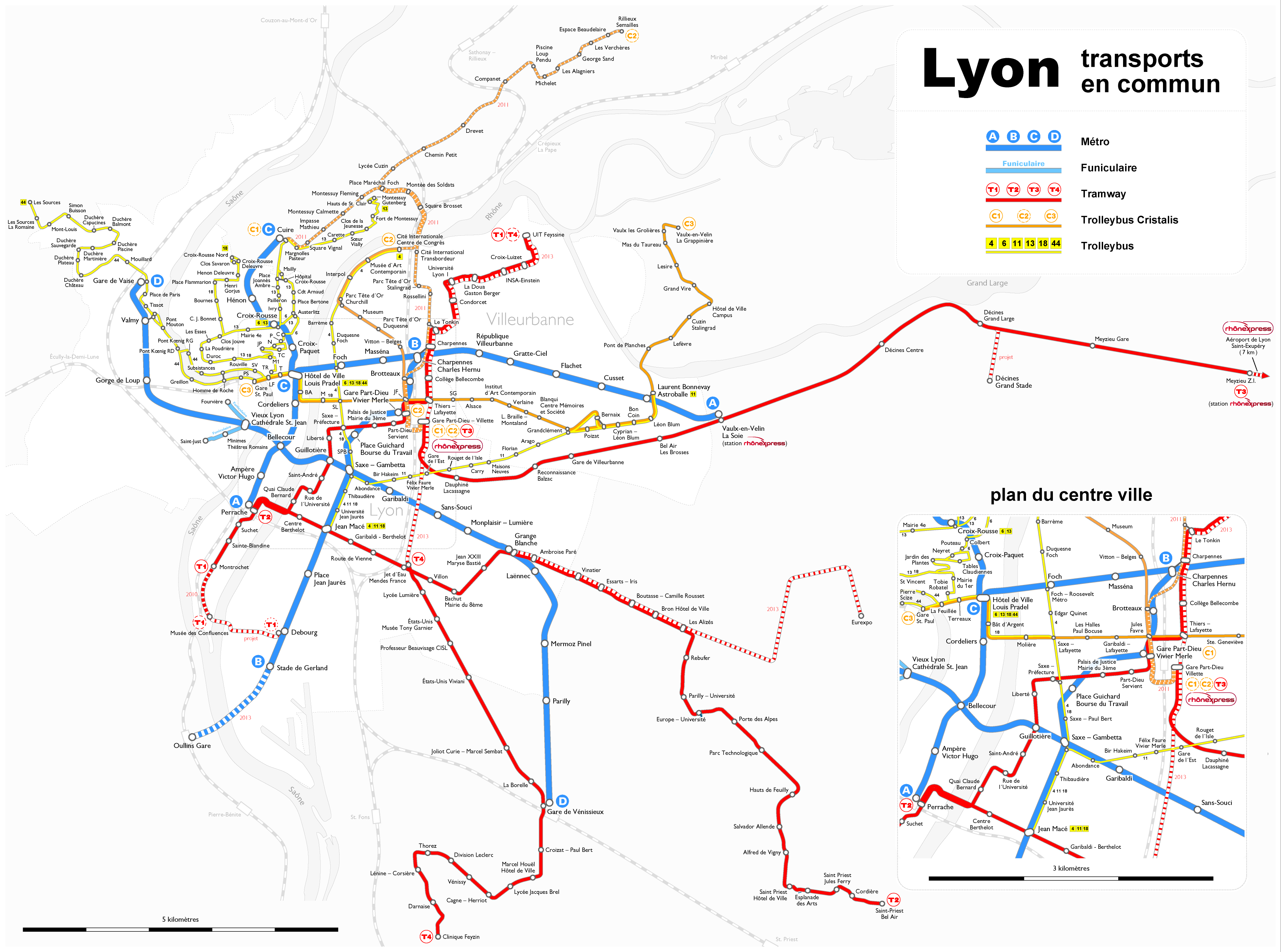
Schemat komunikacji miejskiej w Lyonie

Trolejbusy w Lyonie − system komunikacji trolejbusowej działający we francuskim mieście Lyon.
Pierwsze trolejbusy w Lyonie uruchomiono 4 września 1935.

## Linie
Obecnie w Lyonie istnieje 8 linii trolejbusowych:
| Numer linii | Trasa                                               |
| ----------- | --------------------------------------------------- |
| C1          | Gare Part Dieu Vivier Merle - Cuire                 |
| C2          | Gate Part Dieu Vivier Merle - Rillieux Semailleq    |
| C3          | Gare Saint Paul - Laurent Bonnevay - Vaulx-en-Velin |
| C4          | Jean Macé - Cite Internationale                     |
| C11         | Saxe Gambetta - Laurent Bonnevay                    |
| C13         | Grange Blanche - Montessuy                          |
| C14         | Hôtel de Ville - Les Sources                        |
| C18         | Hôtel de Ville - Croix Rousse Nord                  |
| S6          | Hôtel de Ville, Louis Pradel - Croix-Rousse         |

## Tabor
Obecnie w eksploatacji znajdują się 124 trolejbusy:
| Typ                     | Lata produkcji        | Liczba egzemplarzy | Zdjęcie |
| ----------------------- | --------------------- | ------------------ | ------- |
| Irisbus Cristalis ETB12 | 2000−2004             | 69                 |         |
| Irisbus Cristalis ETB18 | 2002−2004. 2006, 2010 | 55                 |         |
| MAN/Hess/Kiepe          | 1999                  | 7                  |         |